# Invasión siniestra
Invasión siniestra (estrenada en inglés como The Incredible Invasion) es una película de terror y ciencia ficción mexicana dirigida por Juan Ibáñez estrenada en 1971 aunque fue filmada en 1968. Está protagonizada por Boris Karloff, Enrique Guzmán, Christa Linder, Maura Monti, Yerye Beirute y Sergio Klainer. Es la última aparición en el cine de Karloff.

## Argumento
En el pueblo europeo de Gudenberg en 1890, el profesor Mayer crea una poderosa máquina de rayos. Uno de los poderosos rayos se dispara al espacio y atrae la atención de unos alienígenas, quienes deciden que el rayo representa una amenaza demasiado grande para el universo y debe ser destruido. Ellos envían a uno de los suyos a controlar al asesino sexual Thomas, quien es poseído por una inteligencia alienígena y se infiltra en la casa de Mayer; Mayer mismo es luego tomado por una mente alienígena. Mayer y Thomas, controlados por los extraterrestres, manipulan la máquina de rayos para explotar, mientras el extraterrestre continúa permitiendo la ola de asesinatos de Thomas. Thomas es finalmente muerto mientras Mayer logra expulsar la inteligencia alienígena que lo controlaba. Mayer se da cuenta de que el rayo es demasiado poderoso para el uso humano, y lo destruye. El extraterrestre abandona la Tierra.

## Reparto
- Boris Karloff como Prof. John Mayer.
- Enrique Guzmán como Dr. Paul Rosten.
- Christa Linder como Laura.
- Maura Monti como Dr. Isabel Reed.
- Yerye Beirute como Thomas.
- Sergio Klainer como Extraterrestre (como Sergio Kleiner).
- Tere Valez como Nancy.
- Griselda Mejía como Prostituta.
- Rosángela Balbó como Martha, esposa del alcalde.
- Mariela Flores como Víctima sorda muda.
- Tito Novaro como Gral. Nord.
- Sergio Virel como Alcalde.
- Nathanael León como Aldeano (como Frankestein).
- Víctor Jordan
- Julián de Meriche como Dignatario visitante.
- Carlos León como Aldeano.
- Arturo Fernández
- Victorio Blanco como Viejo aldeano llevando cruz (no acreditado).
- Ángel Di Stefani como Visitante (no acreditado).
- Jorge Fegan como Oficial (no acreditado).
- Patricia de Morelos como Aldeana (no acreditada).

## Producción
La película es una de las cuatro películas de terror mexicanas de bajo presupuesto que Karloff hizo en un paquete con el productor mexicano Luis Enrique Vergara. Las otras son La muerte viviente, La cámara del terror y Serenata macabra. Las escenas de Karloff para las cuatro películas fueron dirigidas por Jack Hill en Los Ángeles en la primavera de 1968. Las películas se completaron en México. Las cuatro películas fueron lanzadas después de la muerte de Karloff.
La edad avanzada de Karloff fue evidente en la película; con respecto a su estado de salud, Michael J. Weldon en The Encyclopedia of Film señaló: «La estrella de terror enferma de 81 años siempre se muestra sentada o apoyada en algún tipo de soporte».

## Recepción
La sinopsis de la película de AllMovie dice: «Los cineastas apenas tenían el talento suficiente para adherirse a las historias más simples, mucho menos esta mezcolanza de darse tono de fingir ser H. G. Wells y cine de explotación sórdido de mala calidad». James O'Neil en Terror on Tape llamó a Invasión siniestra «una de las cuatro coproducciones horribles de bajo presupuesto entre Estados Unidos y México que el gran actor [Boris Karloff] filmó unos meses antes de su muerte en 1969». Michael R. Pitts en Columbia Pictures Horror, Science Fiction and Fantasy Films, 1928-1982 dijo que «Si bien Karloff es bastante bueno como científico y Christa Linder es sorprendentemente hermosa como su sobrina, la producción en general es laboriosa», y que «aunque no es tan malo como Fear Chamber [La cámara del terror] o House of Evil [Serenata macabra], The Incredible Invasion [Invasión siniestra] debe clasificarse como uno de los peores esfuerzos cinematográficos de Karloff».